# Махонинг
Махонинг (англ. Mahoning River) — река на востоке штата Огайо и на западе штата Пенсильвания, США. Длина составляет 182 км, из них 156,3 км — в штате Огайо; площадь бассейна — около 2932 км². Средний расход воды — 54 м³/с. Вблизи города Ньюкасл, штат Пенсильвания, Махонинг сливается с рекой Шенанго и образует реку Бивер, которая является притоком реки Огайо. Река протекает по территории пяти округов штата Огайо: Колумбиана, Старк, Портидж, Трамбулл и Махонинг, а также по территории округа Лоренс штата Пенсильвания. Крупнейшие притоки: Москито-Крик, Уэст-Бранч, Игл-Крик, Милл-Крик и Йеллоу-Крик. На реке построено 15 плотин.